# Эстонская академия внутренней безопасности
Эстонская академия внутренней безопасности (эст. Eesti Sisekaitseakadeemia) — высшее учебное заведение в Эстонии, занимающееся подготовкой специалистов для решения широкого спектра задач внутренней безопасности (полиция, службы спасения, таможенная служба, пограничная охрана, юстиция, налоговая служба). Находится в ведении Министерства внутренних дел Эстонии.
Академия была образована 15 апреля 1992 года, находится в Таллине. Филиалы академии находятся в уезде Пярнумаа, волости Вяйк-Маарья, городе Нарва и деревне Мерикюла (уезд Пярнумаа).

## История
Академия была основана 15 апреля 1992 года правительством Эстонии. Первые занятия в ней начались 12 октября: началась подготовка будущих полицейских, следователей, таможенников, пограничников и курсантов Сил обороны Эстонии. В 1993 году академия была переименована в Академию национальной обороны (эст. Eesti Riigikaitse Akadeemia). В 1999 году курсантов Сил обороны перевели в Эстонскую военную академию; в 2004 году в состав Академии вошли спасательная школа в Вяйке-Маарья и полицейская школа в Пайкусе; в 2006 году в состав Академии также вошла школа пограничной службы в Мурасте. В 2010 году в связи с реформой Совета полиции и пограничной службы реформе подверглась также академия, объединившая колледж полиции и колледж пограничной службы. Также был сформирован Институт внутренней безопасности. С 2015 года подготовка специалистов по вопросам миграции ведётся в Таллинском университете.
В настоящее время Академия внутренней безопасности готовит сотрудников Управления полиции и пограничной охраны, Управления спасательных служб, Центра экстренного реагирования, Налогового и таможенного управления и Тюремной службы.

## Структура
Во главе академии стоит Совет, членами которого являются ректор как глава Совета, проректоры (помощники ректора), директора колледжей и глава института, представители преподавательского состава, студенческого совета и Министерства внутренних дел. также консультационный совет, который выносит предложения по дальнейшему развитию академии на рассмотрение ректору, всему Совету и МВД Эстонии. Ректору помогает ректорат, в который входят проректоры (главы учебных центров) и директора колледжей вместе с главой института.
В структуру академии входят Финансовый колледж, Колледж юстиции, Колледж полиции и пограничной охраны, Спасательный колледж. С 2009 года в её составе присутствует Институт внутренней безопасности (эст. Sisejulgeoleku Instituut).

## Ректоры
- Эдуард Раска[эст.] (1991—1998)
- Хейки Лоот[эст.] (1998—2003)
- Пеэтер Ярвелайд (2003—2005, врио)
- Приит Мянник[эст.] (2005—2010)
- Лаури Табур[эст.] (2010—2015)
- Катри Раик (2015–2018)
- Марек Линк (2019–2022)[10]
- Ингрид Ветка (2022–2023, врио)
- Куно Таммеару[эст.] (с 5 июня 2023)[11]

## Известные преподаватели
- Урмас Рейнсалу, министр иностранных дел Эстонии в 2022—2023 годах
- Хиллар Аарелайд[англ.], основатель эстонского координационного центра по компьютерным инцидентам CERT-EE